# Leucostoma flavidipennis
Leucostoma flavidipennis är en tvåvingeart som beskrevs av Macquart 1855. Leucostoma flavidipennis ingår i släktet Leucostoma och familjen parasitflugor.
Artens utbredningsområde är Frankrike. Inga underarter finns listade i Catalogue of Life.